# 飛哥與小佛電影版：凱蒂絲對抗宇宙
《飛哥與小佛電影版：凱蒂絲對抗宇宙》（英語：Phineas and Ferb the Movie: Candace Against the Universe）是一部於2020年上映的動畫電影。該片於2020年8月28日在串流媒體Disney+上線。

## 劇情
在凱蒂絲被一群外星人抓走並送往外星后，飛哥和小佛必須穿越宇宙拯救他們的姐姐。

## 配音員
- 文森特·馬提拉（英语：Vincent Martella） 配音 飛哥‧福林[1]
- 小戴维·埃里戈 配音 小佛‧富雷察
- 艾希莉·緹絲黛爾 配音 凱蒂絲‧葛楚德‧福林
- 迪·布拉德利·贝克（英语：Dee Bradley Baker） 配音 鴨嘴獸泰瑞／特務P
- 丹·波文邁爾（英语：Dan Povenmire） 配音 漢斯‧杜芬舒斯
- 傑夫·馬胥（英语：Jeff "Swampy" Marsh） 配音 法蘭西斯·莫來管隊長
- 艾莉森·斯通勒 配音 伊莎貝拉·格拉希-夏普羅
- 卡罗琳·瑞亚（英语：Caroline Rhea） 配音 琳達‧福林‧富雷查
- 理查德·奥布莱恩（英语：Richard O’Brien） 配音 勞倫斯‧富雷查
- 毛利克·潘乔利（英语：Maulik Pancholy） 配音 巴捷·雷·帕特勒
- 鲍比·盖洛（英语：Bobby Gaylor） 配音 布佛·凡·斯東
- 泰勒·亚历山大·曼 配音 凱爾
- 米切爾·莫索 配音 傑洛米·強生
- 胡凯莉 配音 史黛西·平野
- 奥利维亚·奥尔森（英语：Olivia Olson） 配音 凡妮莎·杜芬舒斯[2]
- 鲍勃·鲍恩 配音 卡车司机特德[3]

## 製作
2019年4月11日，迪士尼宣佈《飛哥與小佛：凱蒂絲對抗宇宙》將在Disney+上映，且除了托马斯·桑斯特外的所有配音演員均將回歸。
2020年3月27人，該片製作人丹·波文邁爾在推特上表示，經管迪士尼電視動畫工作室因2019冠狀病毒病疫情暫時關閉，但製作仍在進行。

## 音樂
2020年5月28日，波文邁爾表示凯瑞·柯克帕特里克和凯特·米奇奇將爲電影譜寫新的歌曲。

## 發行
電影於2020年8月28日在Disney+上線。

## 外部連結
- 互联网电影数据库（IMDb）上《飛哥與小佛電影版：凱蒂絲對抗宇宙》的资料（英文）